# Уотли, Джоди
Джо́ди Уо́тли (англ. Jody Watley, род. 30 января 1959) — американская певица.
В эру диско была участницей популярной группы Shalamar, потом, по выражению музыкального сайта AllMusic, стала «энергичной, разносторонней сольной ритм-н-блюзовой исполнительницей».
В 1987 году ей была присуждена Премия «Грэмми» в категории «Лучший новый исполнитель», а в 2008 году — «Lifetime Achievement Award» журнала «Билборд».

## Дискография
- См. статью «Jody Watley discography» в английском разделе.